# L'Affaire 18/9

L'Affaire 18/9 ou Vazhakku Enn 18/9 est un film indien en langue tamoule écrit et réalisé par Balaji Sakthivel, sorti en 2012.
Les premiers rôles sont tenus par deux nouveaux venus, Sri et Urmila Mahanta, qui forment un couple dont l'amour est broyé par une société inégalitaire et corrompue. La musique est composée par le guitariste R. Prasanna sur des paroles de Na. Muthukumar. Le film reçoit plusieurs prix dont le National Film Awards du meilleur film tamoul.

## Synopsis
Chassé de sa campagne natale par la misère, Velu travaille dans une gargote de rue de Chennai. L'adolescent tombe amoureux de Jyothi dès la première fois qu'il la croise, mais celle-ci reste indifférente, fermement protégée par sa mère des timides entreprises de Velu pour la conquérir. Elle est employée de maison pour une famille aisée dont la fille, Aarthi, attire l'attention et suscite la convoitise de Dinesh. Les deux jeunes gens ont une brève idylle au cours de laquelle Dinesh filme secrètement Aarthi et diffuse la vidéo à tous ses amis. La jeune fille rompt leur relation, cela ulcère Dinesh qui décide de se venger en l'aspergeant d'acide. Mais c'est Jyothi qui reçoit le liquide qui la défigure atrocement. Convaincu par un policier corrompu d'endosser la responsabilité de l'agression en échange de la promesse de soins pour la femme qu'il aime, Velu est lourdement condamné. Mais ayant découvert toutes ces magouilles, Jyothi décide de faire payer ceux qui ont fait son malheur et celui de Velu dont elle a pris conscience de la sincérité des sentiments.

## Fiche technique
- Titre : L'Affaire 18/9
- Titre original en tamoul : வழக்கு எண் 18/9 (Vazhakku Enn 18/9)
- Réalisation : Balaji Sakthivel
- Scénario : Balaji Sakthivel
- Direction musicale : R. Prasanna
- Lyrics : Na. Muthukumar
- Photographie : Vijay Milton
- Montage : Gopi Krishna
- Production : N. Subash Chandrabose, Ronnie Screwvala et N. Linguswamy
- Sociétés de production : Thirupathi Brothers et UTV Motion Pictures
- Langue originale : tamoul
- Pays d'origine : Inde
- Format : Couleurs
- Genre : drame social, thriller
- Durée : 115 minutes
- Date de sortie :

4 mai 2012 (Inde)
19 janvier 2013 (Festival du film d'Asie du Sud transgressif, France)Source : IMDb

## Distribution
- Sri : Velu
- Urmila Mahanta : Jyothi
- Mithun Murali : Dinesh
- Manisha Yadav : Aarthi
- Muthuraman : Kumaravel, le policier corrompu
- Chinnasamy : Chinnasamy, collègue de Velu
- Senthil : Vediappan
- Rani : Rani
- Rethika Srinivas : Jayalakshmi
- Goutham : Goutham
- Vidhya Eeshwar : Gayathri
- Anjalai : Parvathy, la mère de Jyothi
- Devi : Rosy

## Musique
La musique est composée par le guitariste R. Prasanna, dont c'est la première BOF ; les paroles sont écrites par Na. Muthukumar.
- Vazhakku Enn Theme - Sofia Tosello
- Vaanathai- Dhandapani - 3:33
- Oru Kural- Karthik - 3:41

## Accueil

### Critique
Vazhakku Enn 18/9 est bien accueilli par les critiques qui soulignent la qualité de son scénario réaliste qui restitue avec force et finesse l'univers des adolescents confrontés à l'injustice, les crimes d'honneur, le cyber crime et la corruption,. Ils remarquent également l'habileté du réalisateur à diriger de jeunes comédiens,. La photographie de Vijay Milton avec une caméra numérique restitue l'ambiance et les couleurs de la ville aussi bien que les scènes plus intimes,.

### Récompenses
Vazhakku Enn 18/9 est primé à plusieurs reprises en Inde et à l'étranger.
- National Film Awards
  - Meilleur film tamoul
  - Meilleur maquillage
- South Indian International Movie Awards : Meilleur réalisateur
- Vijay Awards
  - Meilleur film
  - Meilleur réalisateur
- New York Arab et South Asian Film Festival (New-York) : Meilleur film
- Festival du film d'Asie du Sud transgressif 2013 (Paris) : Prix spécial du jury